# Загублені в гаремі
«Загублені в гаремі» (англ. Lost in a Harem) — американська кінокомедія режисера Чарльза Райснера 1944 року.

## Сюжет
Двоє незграбних магів допомагають принцу з Близького Сходу повернути собі законний трон від свого деспотичного дядька.

## У ролях
- Бад Ебботт — Пітер Джонсон
- Лу Костелло — Гарві Гарві
- Мерилін Максвелл — Гезел Мун
- Джон Конте — принц Рамо
- Дагласс Дамбрілл — Німатів
- Лотті Гаррісон — Тіма
- Лок Мартін — Бобо